# Bartolomeus Krenck Jr.
Bartolomeus "Barto" Krenck Jr. (Engels: Bartemius "Barty" Crouch Jr.) is een personage uit de Harry Potterboekenserie van de Britse schrijfster Joanne Rowling.

## Plot
Krenck Jr. was een Dooddoener die Heer Voldemort diende tijdens zijn eerste opmars naar de macht. Nadat Voldemort verslagen was door de 1 jaar oude Harry Potter, nam Barto Krenck Jr., samen met Bellatrix, Rodolphus en Rabastan van Detta de Schouwer Frank Lubbermans en zijn vrouw Lies gevangen. Zij geloofden dat zij de verblijfplaats wisten van hun meester en martelden hen met de Cruciatus-vloek totdat ze krankzinnig werden. Hiervoor moest Krenck terechtstaan voor de Magische Wetsraad en werd veroordeeld tot een levenslange gevangenisstraf in Azkaban, door zijn eigen vader, die in die tijd het Hoofd van het Departement van Magische Wetshandhaving was.

### Ontsnapping uit Azkaban
In Azkaban ging de toestand van Barto Krenck snel achteruit; hij was niet opgewassen tegen de invloed van de Dementors. Uiteindelijk werd hij bezocht door zijn vader en moeder. Zijn moeder, die stervende was, had zijn vader overgehaald hem uit Azkaban te halen. Met behulp van een wisseldrank namen Barto Krenck Jr. en zijn moeder elkaars vormen aan. Zo ontsnapte Krenck Jr. uit Azkaban en een tijdje later werd zijn moeder met zijn uiterlijk begraven. Thuis regelde Krenck een begrafenis voor zijn vrouw, maar de kist die werd begraven, was leeg. Barto Krenck Jr. moest voortdurend onder een onzichtbaarheidsmantel blijven en werd door zijn vader in bedwang gehouden door de Imperius-vloek.

### De ontdekking door Berta Kriel
Barto werd thuis constant bewaakt door Winky, de huiself van zijn vader. Niemand wist dat hij nog leefde. Maar op een dag kwam Berta Kriel langs, een medewerkster van het Ministerie. Berta hoorde Winky tegen Krenck Jr. praten en hoorde genoeg om te beseffen wie er onder de onzichtbaarheidsmantel verborgen zat. Krenck sr. modificeerde haar geheugen met een herinneringsslot, zodat Berta zich niets van haar ontmoeting met zijn zoon kon herinneren.

### Het WK Zwerkbal
Winky had medelijden met hem en vroeg zijn vader hem soms iets extra's te geven. Ze haalde meneer Krenck ook over Barto naar het WK Zwerkbal te laten kijken. Winky ging naar de topbox en deed alsof ze een plaatsje vrijhield voor haar meester, maar in feite zat Barto Jr. daar onder zijn onzichtbaarheidsmantel. Wat Winky niet wist, was dat Barto Jr. zich begon te verzetten tegen de Imperius-vloek. Op sommige momenten was hij heel helder van geest. Tijdens de finale van het WK was een van die momenten. Winky had hoogtevrees en had haar handen voor haar ogen waardoor ze niet merkte dat Barto de toverstok van Harry Potter stal.
Terug in de tent vertrok meneer Krenck omdat enkele Dooddoeners herrie aan het schoppen waren. Hij beval Winky in de tent te blijven en zijn zoon te bewaken. Maar Krenck Jr. wilde de Dooddoeners te lijf gaan; hij was razend. Die Dooddoeners hadden nooit geleden voor hun meester, ze hadden Voldemort verraden. Hij wilde hen straffen en had daar nu een toverstok voor. Winky probeerde hem tegen te houden en bond hem aan zichzelf met behulp van haar eigen magie. Ze sleepte Krenck Jr. het bos in. In een laatste poging de Dooddoeners te straffen, gebruikte Barto de toverstok om het Duistere Teken aan de hemel te doen verschijnen.
Meteen verschenen medewerkers van het Ministerie en vuurden lamstralen af. Door de lamstralen werd de band tussen Winky en Krenck Jr. verbroken. Winky werd gevonden door Barend Kannewasser. Meneer Krenck besefte dat zijn zoon ontsnapt moest zijn, maar vond hem, verlamd onder zijn onzichbaarheidsmantel. Krenck ontsloeg Winky, omdat ze hem bijna had laten ontsnappen, en nam zijn zoon mee naar huis.

### De bevrijding door zijn meester
Na het WK werd Krenck Jr. opnieuw onder de Imperius-vloek geplaatst. Maar een paar dagen later arriveerde zijn meester aan zijn huisdeur in de armen van Wormstaart. Meneer Krenck deed open en Voldemort sprak meteen de Imperius-vloek over hem uit. Voldemort had Berta Kriel in Albanië gevangengenomen en haar zo gemarteld dat haar herinneringsslot verbroken werd. Zo was hij erachter gekomen dat Barto Krenck Jr. nog leefde en hem nog steeds even trouw was.

### Op Zweinstein
Hij kreeg van Voldemort de opdracht om de plaats van Alastor Dolleman in te nemen als nieuwe leraar op Zweinstein. Hij valt het huis binnen, en vermomt zich met behulp van wisseldrank als Dolleman. Daarna gaat hij als nieuwe leraar Verweer tegen de Zwarte Kunsten op Zweinstein werken. In zijn hutkoffer houdt hij Dolleman in leven, omdat hij hem nodig heeft voor nieuwe wisseldrank. Doordat Dolleman de gewoonte heeft altijd alleen maar uit zijn eigen heupflesje te drinken, viel het niet op dat Krenck steeds de wisseldrank uit een heupflesje moest drinken.
Op de avond van de laatste opdracht in het Toverschool Toernooi probeerde Krenck Harry Potter te vermoorden. Hij werd echter tegengehouden door Professor Perkamentus, Professor Anderling en Professor Sneep. Omdat hij was vergeten ieder uur de wisseldrank in te nemen, veranderde hij weer in zichzelf en biechtte onder invloed van veritaserum alles op. Toen Cornelis Droebel hoorde wie ze gevangen hadden, stuurde hij meteen een Dementor op hem af, die hem de zogenaamde "kus" gaf. Vanaf dat moment was hij zijn ziel kwijt en was hij ook voor eventueel verhoor onbruikbaar geworden.

## Trivia
- Krenck kan erg goed acteren, zo wist niemand dat hij een Dooddoener was en hij liet zelfs Albus Perkamentus denken dat hij de echte Alastor Dolleman was.

## Krenck familie
| Arcturus Zwarts | Arcturus Zwarts | Arcturus Zwarts | Arcturus Zwarts | Arcturus Zwarts | Arcturus Zwarts |               |               | Lysandra Jeegers       | Lysandra Jeegers       | Lysandra Jeegers       | Lysandra Jeegers       | Lysandra Jeegers       | Lysandra Jeegers       |               |               |                |                |                |                |                |                |
| Arcturus Zwarts | Arcturus Zwarts | Arcturus Zwarts | Arcturus Zwarts | Arcturus Zwarts | Arcturus Zwarts |               |               | Lysandra Jeegers       | Lysandra Jeegers       | Lysandra Jeegers       | Lysandra Jeegers       | Lysandra Jeegers       | Lysandra Jeegers       |               |               |                |                |                |                |                |                |
|                 |                 |                 |                 |                 |                 |               |               |                        |                        |                        |                        |                        |                        |               |               |                |                |                |                |                |                |
|                 |                 |                 |                 | Craris Zwarts   | Craris Zwarts   | Craris Zwarts | Craris Zwarts | Craris Zwarts          | Craris Zwarts          |                        |                        | Caspar Krenck          | Caspar Krenck          | Caspar Krenck | Caspar Krenck | Caspar Krenck  | Caspar Krenck  |                |                |                |                |
|                 |                 |                 |                 | Craris Zwarts   | Craris Zwarts   | Craris Zwarts | Craris Zwarts | Craris Zwarts          | Craris Zwarts          |                        |                        | Caspar Krenck          | Caspar Krenck          | Caspar Krenck | Caspar Krenck | Caspar Krenck  | Caspar Krenck  |                |                |                |                |
|                 |                 |                 |                 |                 |                 |               |               |                        |                        |                        |                        |                        |                        |               |               |                |                |                |                |                |                |
|                 |                 |                 |                 |                 |                 |               |               | Bartolomeus Krenck Sr. | Bartolomeus Krenck Sr. | Bartolomeus Krenck Sr. | Bartolomeus Krenck Sr. | Bartolomeus Krenck Sr. | Bartolomeus Krenck Sr. |               |               | Mevrouw Krenck | Mevrouw Krenck | Mevrouw Krenck | Mevrouw Krenck | Mevrouw Krenck | Mevrouw Krenck |
|                 |                 |                 |                 |                 |                 |               |               | Bartolomeus Krenck Sr. | Bartolomeus Krenck Sr. | Bartolomeus Krenck Sr. | Bartolomeus Krenck Sr. | Bartolomeus Krenck Sr. | Bartolomeus Krenck Sr. |               |               | Mevrouw Krenck | Mevrouw Krenck | Mevrouw Krenck | Mevrouw Krenck | Mevrouw Krenck | Mevrouw Krenck |
|                 |                 |                 |                 |                 |                 |               |               |                        |                        |                        |                        |                        |                        |               |               |                |                |                |                |                |                |
|                 |                 |                 |                 |                 |                 |               |               |                        |                        |                        |                        | Bartolomeus Krenck Jr. |                        |               |               |                |                |                |                |                |                |